# Calle Nueva de Porta
La calle Nueva de Porta está ubicada en el barrio barcelonés de Nou Barris. Tiene unos 300 metros de longitud. Es una calle creada a finales del siglo XX. Recibe este nombre ya que es una travesía de la calle Porta.